# Варене яйце
Варене яйце— яйце, як правило, куряче, приготовлене в цілій шкаралупі, зазвичай шляхом занурення у киплячу воду. Яйця, зварені круто, готуються так, щоб яєчний білок і жовток затверділи; у той час як у яйцях, зварених некруто, жовток, а іноді і білок залишаються принаймні частково рідкими та сирими. Варені яйця — популярна страва на сніданок в усьому світі.
Крім занурення в киплячу воду, існує кілька різних способів приготування варених яєць. Яйця можна варити при температурі нижчій за температуру кипіння, тобто на повільному вогні, або готувити на пару. Для визначення часу варіння може використовуватися таймер для яєць.

## Варіанти приготування

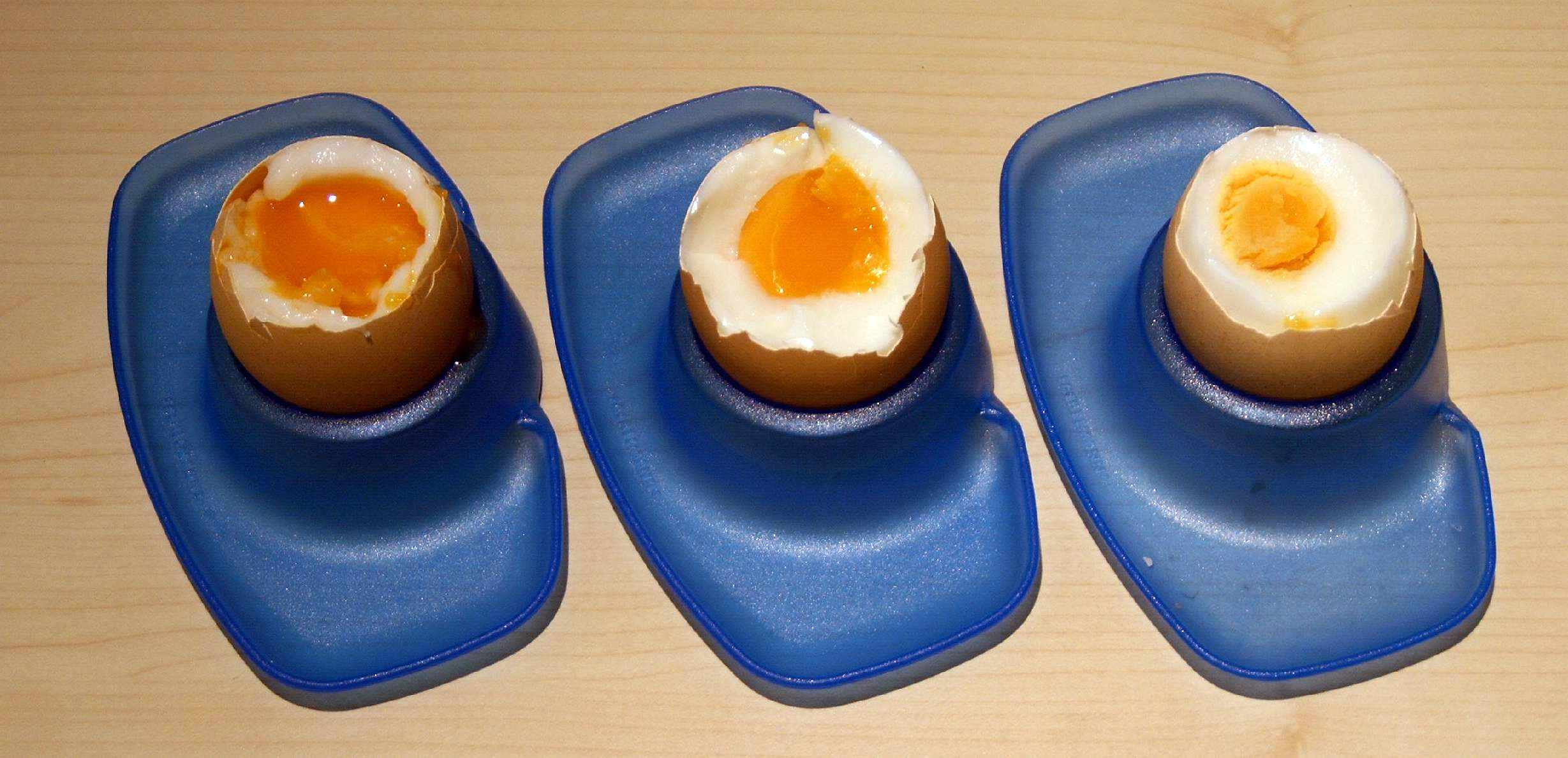
Варені яйця з різним часом варіння. Зліва направо: 4 хвилини, 7 хвилин та 9 хвилин

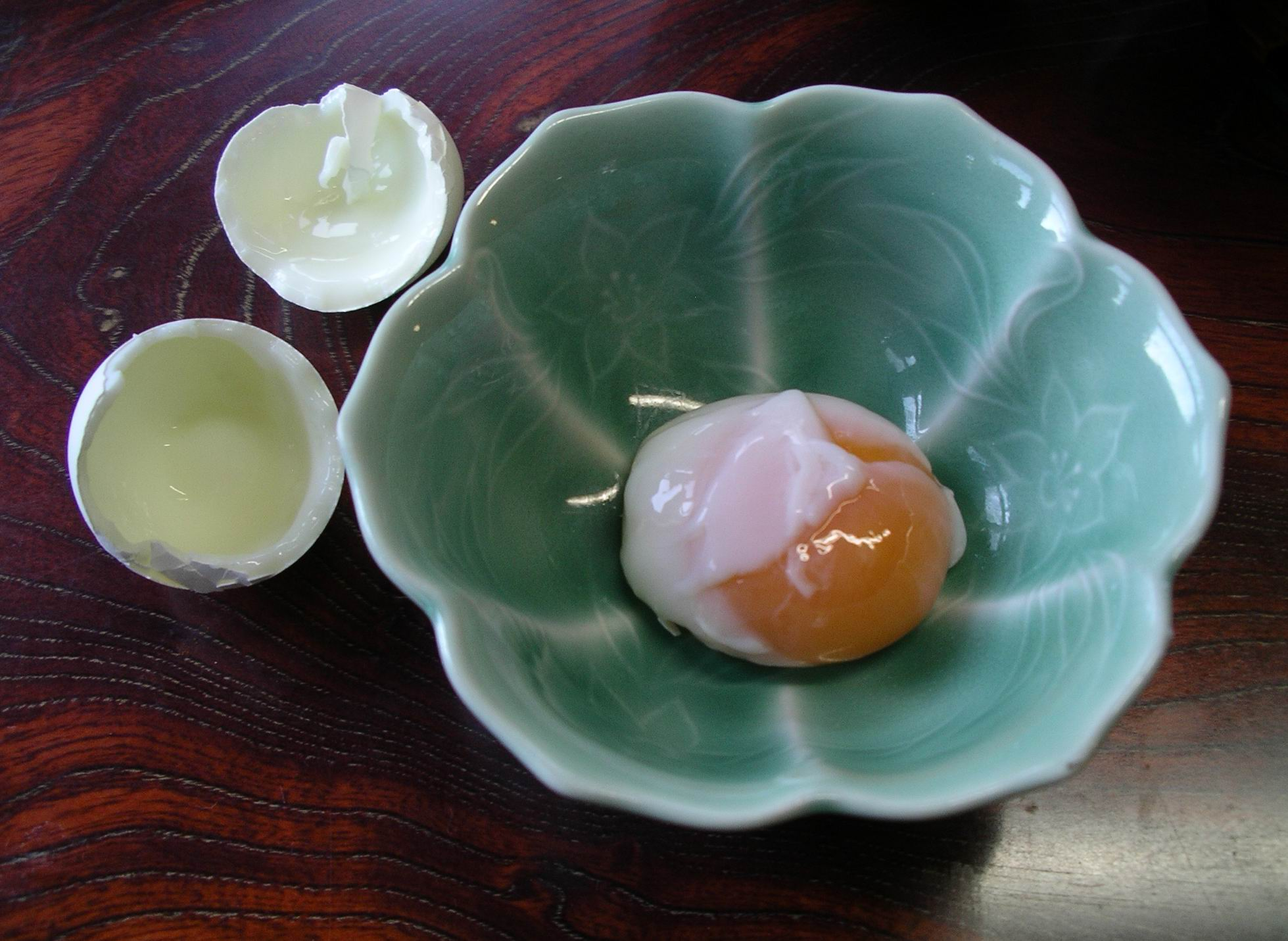
Страва онсен тамаго — яйце, приготовлене за низької температури

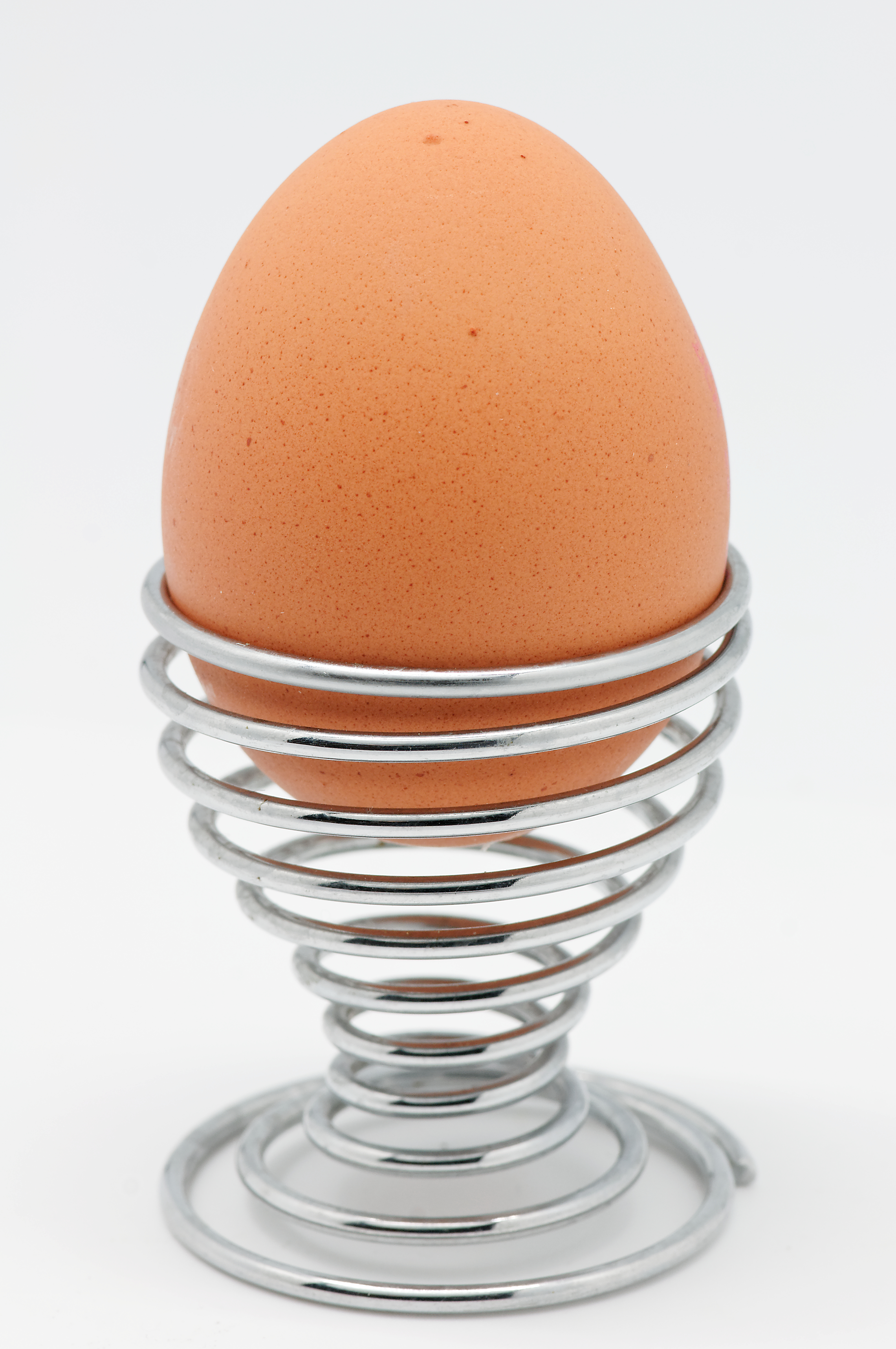
Варене яйце в чарці

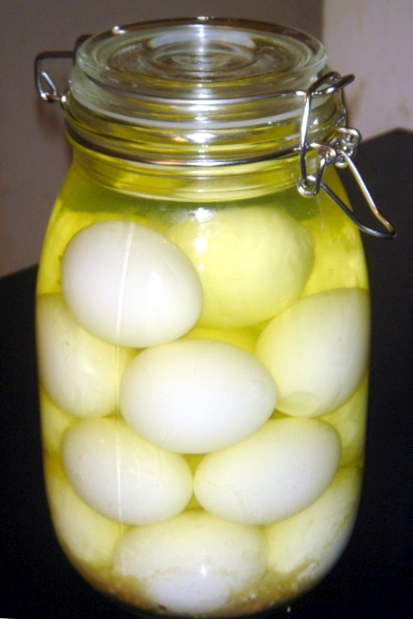
Банка з маринованими вареними яйцями

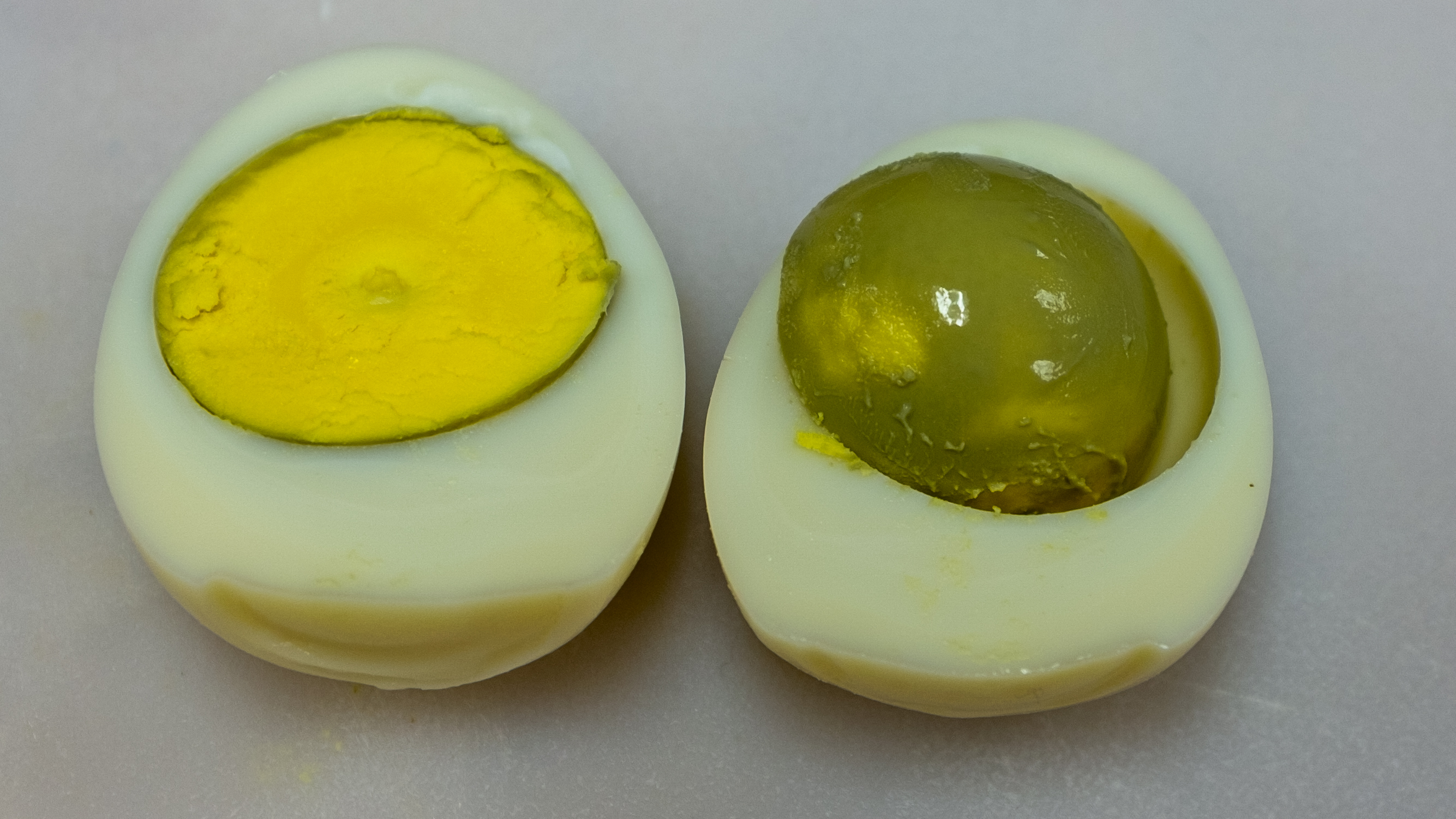
Переварене яйце із зеленим нальотом на жовтку

Існують відмінності як у ступені приготування, так і в способі варіння яєць, а також безліч кухонних пристосувань для яєць. Варіації включають:

#### Проколювання яйця
Дехто попередньо проколює яйця за допомогою пристрою для проколювання яєць, щоб запобігти розтріскуванню. У книзі «Чому не можна проколювати яйця» стверджується, що проколювання призводить до пошкодження яєчного білка, і тому такого методу слід уникати. Інші, в тому числі Американська асоціація виробників яєць (American Egg Board), також не рекомендують цього робити, оскільки це може призвести до проникнення бактерій і утворення мікротріщин в шкаралупі, через які в яйце можуть проникнути різні бактерії.

#### Приготування в пароварці
Варені яйця можна приготувати в пароварці - продукт готується на повній потужності пари.

#### Під вакуумом
Існує спосіб приготувати варені яйця вимочуючи їх у шкаралупі, «у вакуумі», у гарячій воді при постійній температурі від 60 до 85 °C. Зовнішній яєчний білок готується при 75 °C, а жовток та решта білка - від 60 до 65 °C.

#### Запечені яйця
Цей спосіб передбачає запікання яєць у духовці замість варіння у воді.

## Яйця некруто
Шеф-кухар Хестон Блюменталь після «невтомних випробувань» опублікував рецепт «ідеального вареного яйця», в якому пропонується варити яйце у воді, яка починає остигати та покриває яйце не більше ніж на міліметр, знімаючи каструлю з вогню, як тільки вода закипить. Через шість хвилин яйце буде готове. 
Такі яйця не рекомендуються людям, які можуть бути сприйнятливими до сальмонели: немовлятам, літнім та людям з ослабленою імунною системою. Щоб уникнути зараження сальмонелою, яйця можна пастеризувати у шкаралупі при температурі 57°C протягом сімдесяти п'яти хвилин. Потім яйця можна зварити некруто, як завжди.
Як правило, яйця некруто подають в чарках для яєць, в яких верхівка яйця зрізається ножем, ложкою, пружною насадкою для яєць або спеціальними ножицями, використовуючи ложечку для яєць, щоб вичерпати яйце. Інші методи включають розбивання яєчної шкаралупи, обережно постукуючи ложкою її верхню частину. Яйця некруто можна їсти з тостами, нарізаними соломкою, які потім вмочують у рідкий жовток. У Сполученому Королівстві та Австралії такі, «смугасті», тости називаються «солдатиками».
У Південно-Східній Азії різновид яєць некруто, відомих як наполовину зварені яйця, зазвичай їдять на сніданок. Головна відмінність полягає в тому, що замість того, щоб подавати яйце в чарці для яєць, його розбивають у миску, в яку додають темний/світлий соєвий соус або перець. Саме яйце готується протягом більш короткого часу, внаслідок чого воно виходить рідкішим замість звичайного дриглистого стану, і його зазвичай їдять з тостами з каї.
Варені яйця також є інгредієнтом різних філіппінських страв, таких як ембутидо, пансіт, реллено, галантина та багатьох інших.
У Японії яйця некруто зазвичай подають разом з раменом. Попередньо їх замочують у суміші соєвого соусу, мірину і води після варіння та очищення. Завдяки цьому яйця стають коричневого кольору, який був відсутній при звичайному варінні та очищенні продукту. Як тільки яйця закінчать замочуватися, їх додають до супу, або сервірують як гарнір.

## Яйця круто
Для приготування яйця круто його варять довше ніж зазвичай, щоб жовток затвердів. Зварений таким чином продукт можна їсти теплим або холодним. Яйця круто є основою для багатьох страв, таких як яєчний салат, кобб та яйця по-шотландськи, а також можуть бути приготовлені у вигляді яєць з начинкою.
Існує кілька теорій щодо правильної техніки варіння яйця круто, залежно від обставин. Один із способів полягає в тому, щоб довести воду до кипіння та варити яйце протягом десяти хвилин. Інший спосіб - довести воду до кипіння, але потім зняти каструлю з вогню і дати яйцям зваритися у воді, що поступово остигає. Як правило на жовтку перевареного яйця утворюється тонкий зелений наліт сульфіду заліза (II). Ця реакція відбувається швидше у старих яйцях, тому що їх білки містять більше лугу. Занурення яйця в холодну воду після закипання є поширеним методом зупинення процесу приготування, щоб запобігти цьому ефекту. Однак це викликає невелике усадження вмісту яйця.
Зварені яйця круто слід вживати протягом двох годин, якщо вони зберігаються при кімнатній температурі, або протягом тижня, якщо вони зберігаються в холодильнику або залишаються в шкаралупі.
Зварені круто яйця зазвичай нарізають скибочками, особливо для використання в бутербродах. Для цієї мети існують яйцерізки, які полегшують нарізку і роблять скибочки рівними. Для отримання скибочок однакового розміру кілька яєць поділяють на жовток і білок та виливають у циліндричні форми, після чого варять круто, отримуючи так зване довге яйце або яєчний рулет. У промислових масштабах довгі яйця виробляють у Данії (компанія Danæg, яка вперше продемонструвала апарат для виробництва довгих яєць у 1974 році) та в Японії. (KENKO Mayonnaise). Довгі яйця можна не тільки нарізати скибочками, а й використовувати цілим як в лістерширському святковому пирогу.

## Шкаралупа
Варені яйця можуть відрізнятися по легкості очищення від шкаралупи. Як правило, чим свіжіше яйце перед варінням, тим важче відокремити шкаралупу від яєчного білка. Поступово свіже яйце втрачає вологу та вуглекислий газ через пори у шкаралупі; як наслідок, вміст яйця стискається, а водневий показник білка стає лужнішим. Білок з більш високим водневим показником (більш лужний) з меншою ймовірністю прилипає до яєчної шкаралупи, тоді як у яйцях, що втратили значну кількість вологи, утворюються повітряні кишені, що полегшує очищення яєць. Замочування варених яєць у воді допомагає зберегти мембрану під яєчною шкаралупою зволоженою для легкого відшарування. Ефективний метод видалення шкаралупи - очищення яйця під струменем холодної проточної води. Варіння відразу в гарячій воді також полегшує очищення яєць. Часто стверджується, що приготування яєць на пару у скороварці полегшує їх очищення. Однак подвійне сліпе тестування не показало будь-яких переваг приготування під тиском над приготуванням на пару, але також продемонструвало, що при приготуванні яєць на пару кип'ятіння в холодній воді - контрпродуктивно. Домогтися легшої очистки шкаралупи можна шляхом швидкого охолодження, а також за допомогою поміщення яйця в крижану воду на 15 хвилин або довше. Також було виявлено, що різка дія холодної води на щойно зварене яйце усуває ямочку в його основі, викликану повітряним простором.

## Страви з вареними яйцями
Найчастіше варені яйця використовують як інгредієнт для складніших та вишуканіших страв. Наприклад, вареним яйцем можна сервірувати тарілку з раменом (при цьому, як правило, спочатку воно маринується в соєвому соусі), запікатися у вигляді пирога, такого як паскуаліна, або додаватися до холодцю (аналогічно французькій страві œufs en gelée, до якої входять яйця-пашот)), нарізатися скибочками і змішуватися з майонезом, щоб сформувати яєчний салат, або обсмажуватися у фритюрі, а потім запікатися для сервірування Lamprais.